# رامديف
رامديف (ولد باسم رامكيشان ياداف في 25 ديسمبر من عام 1965)، معلم يوغا (غورو) هندي معروف بأعماله في الأيورفيدا والتجارة والسياسة والزراعة. يطلق عليه غالباً لقب «بابا رامديف». شارك في تأسيس شركة «بانتجالي أيورفيد» المحدودة بالتعاون مع زميله أشاريا بالكريشنا، كما أبدى اهتماماً في القضايا السياسية.

## النشأة وتعليمه
ولد رامديف في 25 ديسمبر من عام 1965 لعائلة هندوسية، كان أبوه رام نيواس ياداف ووالدته جولابو ديفي يقطنان في قرية هزاريباغ علي سيد بور في مقاطعة ماهيندراجاره في أليبوردوار في ولاية هاريانا. كان كلّ من والديه مزارعاً في واحدة من أفقر مناطق ولاية هاريانا. يدّعي رامديف أنه كان مشلولاً عندما بلغ الثانية والنصف من حياته، كما يقول إنه شفي لاحقاً من خلال ممارسة اليوغا. درس رامديف النصوص المقدسة الهندية واليوغا والسنسكريتية في العديد من مدارس غوروكولا الهندوسية. كان تلميذاً لدى أشاريا بالديفجي في مدرسة «غوروكولا كالوا»، كما تعلّم اليوغا على يد المعلم كارنافير التابع لحركة «آريا ساماج». اتخذّ رامديف حياة روحانية شديدة الانضباط بعد أن وصل إلى المرحلة الرابعة من مراحل الحياة الأربع في الهندوسية، ثم اتخذ لقب المعلم (سوامي) رامديف من المعلم شانكار ديف جي. قدّم رامديف دروساً مجانيةً في اليوغا عندما كان يقطن في قرية كالوا غوروكول في مقاطعة جنيد في ولاية هاريانا، وذلك قبل أن ينتقل إلى مدينة هاريدوار في ولاية أوتاراخند لممارسة الانضباط الذاتي والتأمل. قضى عدة سنوات في جامعة جوروكول كانجري لدراسة النصوص الهندية القديمة.

## مسيرته المهنية
أسس رامديف صندوق «معبد ديفيا لليوجا» في عام 1995، كما ظهر في فقرة اليوغا الصباحية على «قناة الإيمان» في عام 2003 حيث أثبت سحره التلفزيوني وكسب الكثير من الأتباع. التحق العديد من المشاهير الهنديين والعالميين بمعسكرات اليوغا الخاصة به، حيث درّس اليوغا للعديد من المشاهير الهنديين بما فيهم أميتاب باتشان وشيلبا شيتي إضافة إلى بعض مشاهير المملكة المتحدة والولايات المتحدة واليابان. إضافة إلى ذلك، خطب رامديف ببعض رجال الدين المسلمين في معهدهم اللاهوتي في بلدة ديوبند في ولاية أتر برديش. في عام 2006، دعاه كوفي عنان لإلقاء محاضرة حول القضاء على الفقر في مؤتمر للأمم المتحدة. كان رامديف حكماً في البرنامج الواقعي «أوم شانتي أوم». حظرت إحدى المحاكم المحلية بيع سيرته الذاتية «رحلة من رجل متدين إلى مليونير» في عام 2017. أطلق رامديف وحدات تعريف المشترِك (SIM) تحت اسم «سواديشي سامريدي» بالتعاون مع شركة «بهارت سانشار نيغام» المحدودة في شهر مايو من عام 2018. على مدار عشرين سنة من مسيرته المهنية، أصبج رامديف وجهاً لشركة «بانتجالي أيورفيد» المحدودة، وهي الشركة التي أسسها بالتعاون مع زميله أشاريا بالكريشنا. أصبحت شركته هذه واحدةً من أكثر شركات السلع الاستهلاكية جنياً للأرباح في الهند.
مع نهاية تسعينيات القرن الماضي، استقر رامديف في مدينة هاريدوار بعد أن أصبحت ظروف الحياة في قريته الأصلية في هاريانا صعبة للغاية بسبب منسوب مياه المنطقة الجوفية الذي أثر بشكل كبير على الزراعة. فجلب رامديف أسرته إلى هاريدوار بعد أن أسس صندوق «معبد ديفيا لليوغا»؛ كما كان لأفراد عائلة رامديف دور في شركته «بانتجالي أيورفيد»، حيث أضاف كل منهم شيئاً بحسب مقدرته. أشرف والده على أنشطة الشركة وتولّى شقيقه رامبارات الشؤون المالية فيها.

## حملاته ضد الفساد الحكومي
دعا رامديف الحكومة لإعطاء مشروع قانون جان لوكبال صلاحيات عقابية في شهر أبريل من عام 2011، حيث كان مشروعاً مخصصاً لتعيين هيئة مستقلة للتحقق من فساد الحكومة المزعوم. أعلن رامديف أنه سيضرب عن الطعام في أرض راميلا الموجودة في دلهي في الرابع من شهر يونيو من عام 2011، وذلك للضغط على الحكومة في قضايا القضاء على الفساد وإعادة الأموال السوداء إلى موطنها. أنشأت الحكومة لجنة برئاسة رئيس المجلس المركزي للضرائب المباشرة قبل أسبوع من موعد إضراب رامديف عن الطعام، حيث كانت مهمة اللجنة ضبط الأموال السوداء وتحويلها إلى الخارج.
قابل رامديف عند وصوله إلى مطار دلهي في الأول من يونيو أربعة وزراء من الحكومة، حيث حاولوا إقناعه بإلغاء صيامه عن الطعام من خلال إخباره بمبادرة الحكومة للقضاء على الفساد. استمرت المناقشات بين الطرفين حتى 3 يونيو، حيث صرح الطرفان بأنهما توصلا إلى توافق في الرأي. وعلى الرغم من ذلك، أعلن رامديف في مساء ذلك اليوم مواصلته لإضرابه عن الطعام.
تجمّع 65,000 شخص من أتباع رامديف في أرض راميلا في صباح الرابع من يونيو، وبحلول الظهر امتدت طوابير أتباعه لمسافة 3 كم (1.9 ميل). ردد أتباعه أغنية «فاندي ماترام» الوطنية التي تعود لحركة الاستقلال الهندية. نشر وزير الحكومة كابيل سيبال رسالة من معسكر رامديف تفيد بأن إضراب رامديف عن الطعام لن يلغى إلا إن التزمت الحكومة بتعهداتها، إلا أن رامديف نظر إلى الأمر على أنه خيانة حكومية فشدد من موقفه.
قبل حلول منتصف الليل بقليل، أعلن متحدث باسم شرطة دلهي أن إذن التجمع ملغي لأن معسكر اليوغا يسع 5000 شخص وليس 50,000 شخص محرَّض. ومع حلول منتصف الليل، داهم فريق مكون من 10,000 رجلاً من شرطة دلهي وقوات التدخل السريع أرض راميلا بينما كان معظم المتظاهرين نياماً. استخدموا قذائف غاز مسيلة للدموع بالإضافة إلى الهراوات فاشتعلت النار في الخيام، كما ألقيت المياه على مولدات الطاقة لخلق ظلام دامس. حاول رامديف التهرب من قبضتهم عن طريق تنكّره بزي امرأة مصابة إلا أنه اعتقل بعد ساعتين. نقل رامديف إلى ديره في هاريدوار وحرم من دخول دلهي لمدة 15 يوماً. أخبر رامديف المراسلين فور وصوله إلى هاريدوار بأن إضرابه لم ينتهي وبأنه سيواصل مقاومة «الساتياغراها» (الإصرار على الحق في اللغة السنسكريتية) المدنية.

### آثار احتجاج دلهي
اتهم رامديف الحكومة بخداعه وزعم وجود مؤامرة لقتله، كما قال إنه تعرّض للتهديد خلال اجتماعه مع كبار الوزراء. أدانت جميع الأحزاب السياسية ما فعلته الشرطة باستثناء المؤتمر الوطني الهندي، حيث صرح قادة حزب بهارتيا جاناتا بأن ما قامت به الشرطة كان أمراً مخزياً بحق الديمقراطية في هذا البلد، وأضاف زعيم الحزب لال كريشنا أدفاني بأن ما حصل هو فاشية مكشوفة.
دعمت المجتمعات المدنية رامديف، حيث وصف الناشط آنا هازار الحملة التي شنّتها الشرطة بأنها خنق للديمقراطية وأضاف بأنه لو كان هناك إطلاق للنار لأصبح هذا الإخلاء مشابهاً لمذبحة أمريتسار. نظم المتظاهرون احتجاجات في أجزاء عديدة من البلاد بما في ذلك مومباي وبونه وأحمد آباد وسورت وبنغالور وتاميل نادو وحيدر آباد وجامو ولكنهنؤ.
أنهى رامديف إضرابه عن الطعام في يومه التاسع بسبب دخوله إلى المشفى قبل يومين. أشاد السياسيون من حزب بهارتيا جاناتا بقراره في إنهاء الاحتجاج.

### صيام استاد امبيدكار وحركة مكافحة الفساد
أطلق رامديف احتجاجاً بأجل غير مسمى في العاشر من أغسطس من عام 2012 كجزء من حركة مكافحة الفساد في الهند، وكان هذا الاحتجاج موجهاً ضد فشل الحكومة في اتخاذ إجراءات لمكافحة الفساد وإعادة الأموال السوداء. أعلن رامديف أن استراتيجيته المستقبلية معتمدة على استجابة الحكومة لاحتجاجاته. أنهى رامديف إضرابه عن الطعام في استاد امبيدكار في دلهي في الرابع عشر من أغسطس من عام 2012 وصرح أنه سيعود إلى هيردوار.

## الكتب التي كتبها رامديف والتي كتبت عنه
1.   نارين، بريانكا باثاك (2017)، «من رجل متدين إلى مليونير: القصة التي لم تحكى عن بابا رامديف»، منشورات جاكرنت.
2.   فيرما، سوناندا (2018)، «نامستي بابا رامديف! جمع المليارات بالتفكير والعمل في مجال الصحة»، منشورات اللاهوتي.
3.   ديكا، كاوشيك (2017)، «ظاهرة بابا رامديف: من التحرير إلى السوق»، منشورات روبا.
4.   رامديف، المعلم (2009)، «غموض براناياما: أسرار براناياما مع الدليل الوقائعي العلمي»، منشورات كتب دايموند بوكيت.
5.   رامديف، المعلم (1 مارس عام 2006)، «فلسفة اليوغا وممارستها»، منشورات كتب دايموند بوكيت.
6.   رامديف، المعلم (2005)، «فلسفة المخدرات»، منشورات كتب دايموند بوكيت.
7.  رامديف، المعلم (2004)، «نباتات أستفرغا المعززة للحيوية»، صندوق معبد ديفيا لليوغا.